# Astroscopus sexspinosus
Astroscopus sexspinosus és una espècie de peix pertanyent a la família dels uranoscòpids.

## Descripció
- Pot arribar a fer 31 cm de llargària màxima (normalment, en fa 18).
- 6 espines i 13-13 radis tous a l'aleta dorsal i 12-13 radis tous a l'anal.
- El dors és de color verd groguenc, el cap vagament marró i el ventre blanc grisenc.[5][6][7]

## Hàbitat
És un peix marí, demersal i de clima subtropical (22°S-41°S) que viu fins als 30 m de fondària.

## Distribució geogràfica
Es troba a l'Atlàntic sud-occidental: des de Rio de Janeiro (el Brasil) fins al nord de l'Argentina.

## Observacions
És verinós.